# Línguas hmongic ocidentais
As línguas Hmongic Ocidentais, também chamadas Chuanqiandian Miao (川黔滇方言: Sichuan–Guizhou–Yunnan Miao)  e Miao Ocidental, são maior ramo das línguas Hmongic da China e do Sudeste Asiático.
O nome Chuanqiandian é usado tanto para as línguas Hmongic Ocidentais como um todo, como para um de seus ramos, o ramo Chuanqiandian